# Южна дума
„Южна дума“ с подзаглавие Седмичник за просвета и информация е български вестник, излизал в Петрич в 1938 година.
Редактор стопанин му е Ангел Ил. Икономов. Печата се в печатница „Радикал“ в София в 1000 броя. „Южна дума“ е местен икономически и новинарски вестник.
| Годишнина | Броеве | Дата                              |
| --------- | ------ | --------------------------------- |
| I         | 1 – 4  | 7 януари 1938 – 19 феврурари 1938 |